# اختبار شابيرو ويلك
اختبار شابيرو ويلك (بالإنجليزية: Shapiro-Wilk Test)‏ هو اختبار إحصائي تكون فيه الفرضية المنعدمة هي انتماء العينة المدروسة إلى جمهرة موزعة طبيعيا حسب المتغير المدروس.
مقارنة بالاختبارات الأخرى التي تهدف إلى التحقق من التوزيع الطبيعي، يعرف اختبار شابيرو بمواءمته للعينات الصغيرة (أقل من 50).
تم تعريف الاختبار من طرف الإحصائيين الأمريكي صمويل شابيرو والكندي مارتن ويلك في 1965.

## إحصائية الاختبار
باعتبار عينة تضم {\displaystyle n} عنصرا إحصائيا ببياناتهم وفق متغير كمي {\displaystyle X} ، إحصائية الاختبار {\displaystyle W} هي:
{\displaystyle W={\frac {[\textstyle \sum _{i=1}^{\left\lceil {\frac {n}{2}}\right\rceil }\displaystyle a_{i}(x_{n-i+1}-x_{i})]^{2}}{\textstyle \sum _{i=1}^{n}\displaystyle (x_{i}-{\overline {x}})^{2}}}} بحيث
- {\displaystyle (x_{i})} هي قيم المتغير {\displaystyle X} مرتبة تصاعديا.
- {\displaystyle [{\frac {n}{2}}]} هو الجزء الصحيح ل {\displaystyle {\frac {n}{2}}}.
- {\displaystyle {\overline {x}}} هو المتوسط الحسابي الملاحظ ل {\displaystyle X} في العينة.
- {\displaystyle a_{i}} هي قيم ثابتة مستنتجة من جداول خاصة بالاختبار، وهي بدلالة المتوسط ومصفوفة تغاير نقاط تجزيء عينة نظرية (حجمها {\displaystyle n}) موزعة طبيعيا.

الإحصائية {\displaystyle W} يمكن تأويلها كمعامل تحديد نموذج انحدار بين سلسلتي بيانات مكونتين من نقاط التجزيء الموافقة لعينة نظرية موزعة طبيعيا ونقاط تجزيء العينة المدروسة. بالتالي كلما كانت {\displaystyle W} مرتفعة، تكون فرضية التوزيع الطبيعي أقرب إلى الصحة.

## تأويل الاختبار
العتبة الحرجة، التي بموجبها ترفض الفرضية تكون بدلالة عتبة القيمة الاحتمالية {\displaystyle \alpha } وحجم العينة {\displaystyle n}. إذا كانت {\displaystyle W<W(\alpha ,n)} ترفض فرضية التوزيع الطبيعي.
باستخدام القيم الاحتمالية (p-value) وباعتبار عتبة {\displaystyle \alpha } (في الغالب تعتبر عتبة 0.05):
- إذا كانت القيمة الاحتمالية أصغر من العتبة {\displaystyle \alpha } ترفض الفرضية المنعدمة.
- إذا كانت القيمة الاحتمالية أكبر من العتبة {\displaystyle \alpha }، لا ترفض الفرضية المنعدمة.